# Real Valladolid Club de Fútbol 2020-2021
Questa voce raccoglie le informazioni riguardanti il Real Valladolid Club de Fútbol nelle competizioni ufficiali della stagione 2020-2021.

## Maglie e sponsor
| Casa | Trasferta |

Sponsor ufficiale: Estrella Galicia
Fornitore tecnico: Adidas

## Organico

### Rosa
| N. |                                 | Ruolo | Calciatore             |
| -- | ------------------------------- | ----- | ---------------------- |
| 1  | Spagna (bandiera)               | P     | Jordi Masip            |
| 2  | Spagna (bandiera)               | D     | Luis Pérez Maqueda     |
| 3  | Spagna (bandiera)               | D     | Raúl Carnero           |
| 3  | Bosnia ed Erzegovina (bandiera) | A     | Kenan Kodro            |
| 4  | Spagna (bandiera)               | D     | Kiko Olivas            |
| 5  | Spagna (bandiera)               | D     | Javier Sánchez         |
| 6  | Spagna (bandiera)               | D     | Bruno González Cabrera |
| 7  | Spagna (bandiera)               | A     | Sergi Guardiola        |
| 8  | Spagna (bandiera)               | C     | Kike Pérez             |
| 9  | Israele (bandiera)              | A     | Shon Weissman          |
| 10 | Spagna (bandiera)               | A     | Óscar Plano            |
| 11 | Spagna (bandiera)               | C     | Pablo Hervías          |
| 12 | Cile (bandiera)                 | C     | Fabián Orellana        |
| 13 | Spagna (bandiera)               | P     | Roberto Jiménez Gago   |
| 14 | Spagna (bandiera)               | C     | Rubén Alcaraz          |
| 15 | Marocco (bandiera)              | D     | Jawad El Yamiq         |
| 16 | Brasile (bandiera)              | A     | Marcos André           |

| N.    |                       | Ruolo | Calciatore           |
| ----- | --------------------- | ----- | -------------------- |
| 17    | Spagna (bandiera)     | C     | Roque Mesa           |
| 18    | Svizzera (bandiera)   | D     | Saidy Janko          |
| 19    | Spagna (bandiera)     | C     | Toni Villa           |
| 20    | Spagna (bandiera)     | C     | Fede San Emeterio    |
| 21    | Spagna (bandiera)     | C     | Míchel               |
| 22    | Spagna (bandiera)     | D     | Nacho Martínez       |
| 23    | Spagna (bandiera)     | A     | Waldo Rubio          |
| 24    | Spagna (bandiera)     | D     | Joaquín Fernández    |
| 25    | Uruguay (bandiera)    | D     | Lucas Olaza          |
| 26    | Spagna (bandiera)     | P     | Samuel Pérez         |
| 27    | Spagna (bandiera)     | A     | Kuki Zalazar         |
| 28    | Spagna (bandiera)     | D     | Ignasi Vilarrasa     |
| 29    | Spagna (bandiera)     | C     | Oriol Rey            |
| 30    | Spagna (bandiera)     | D     | Miguel Rubio         |
| 33/34 | Spagna (bandiera)     | D     | Sergio López Galache |
| 40    | Portogallo (bandiera) | A     | Jota                 |
| 43    | Brasile (bandiera)    | D     | Lucas Freitas        |